# 平福省
平福省（越南语：／）是原越南東南部的一個省，省莅同帅市。

## 地理
平福省东接林同省和同奈省，西接西宁省和柬埔寨，南接平阳省，北接得农省和柬埔寨。

## 历史
阮朝嘉隆年间属边和镇，明命帝行政改革后属边和省。法属时期属土龙木省和边和省。
1956年，南越政府析置为平隆省、福隆省2省。1972年，与南越政府并存的越南南方共和国政府将平隆省、福隆省合并为平福省。
1976年2月，平福省与平阳省合并为小江省，平福省区域包括布当县、蒲𧎛县、真诚县、同帅县、汉广县、禄宁县、福平县7县。
1977年3月11日，小江省禄宁县、汉广县和真诚县合并为平隆县，蒲𧎛县、福平县和布当县合并为福隆县，同帅县和富教县合并为同富县。
1978年2月9日，小江省福隆县和平隆县析置禄宁县。
1988年7月4日，小江省福隆县析置布当县。
1996年11月6日，小江省分设为平阳省和平福省；平福省下辖同富县、禄宁县、福隆县、平隆县、布当县5县，省莅同富县同帅市镇。
1999年9月1日，同富县以同帅市镇1市镇和4社部分区域析置同帅市社。
2003年2月20日，平隆县析置真诚县，禄宁县析置蒲𧎛县。
2009年8月11日，真诚县1社划归平隆县管辖；平隆县析置平隆市社，平隆县更名为汉广县；福隆县析置福隆市社，福隆县更名为布亚摩县。
2014年11月25日，同帅市社被评定为三级城市。
2015年5月15日，布亚摩县析置富盈县。
2018年10月16日，同帅市社改制为同帅市。
2022年8月11日，越南国会常务委员会通过决议，自10月1日起，真诚县改制为真诚市社。
2025年7月1日併入同奈省走入歷史。

## 行政区划
平福省下轄1市3市社7縣，省莅同帥市。
- 同帥市（Thành phố Đồng Xoài）
- 平隆市社（Thị xã Bình Long）
- 真誠市社（Thị xã Chơn Thành）
- 福隆市社（Thị xã Phước Long）
- 布當縣（Huyện Bù Đăng）
- 蒲𧎛縣（Huyện Bù Đốp）
- 布亚摩县（Huyện Bù Gia Mập）
- 同富縣（Huyện Đồng Phú）
- 汉广县（Huyện Hớn Quản）
- 祿寧縣（Huyện Lộc Ninh）
- 富盈县（Huyện Phú Riềng）

## 經濟
平福省经济以林業為主。

## 外部連結
- 平福省电子信息门户网站 （页面存档备份，存于）（越南文）